# 合成着色料
合成着色料（ごうせいちゃくしょくりょう）とは、化学的に合成された色素で、着色の目的で食品、化粧品等に添加されるために作られたものである。また、胃の粘膜の検査に用いられるインジゴカルミンのように医療でも用いられるものもある。
食用に用いる場合、日本では食品衛生法で指定された物質しか使用することはできない。食用タール色素とそれ以外の着色料の2種類がある。指定される原料については、安全性評価がされており、添加できる量も定められている。

## 人体への影響
合成着色料については発ガン性・アレルギー性などが指摘されるが、食品に含まれる量であれば相当な量を摂取しなければ影響はないだろうという意見もある。
2008年4月、英国食品基準庁 (FSA) は注意欠陥・多動性障害 (ADHD) と関連の疑われる合成着色料6種類について、2009年末までにメーカーが自主規制するよう勧告した。ガーディアン紙によれば、この政府勧告による自主規制の前に、大手メーカーは2008年中にもそれらの食品添加物を除去する。
- 自主規制対象のタール色素：赤色40号、赤色102号、カルモイシン、黄色4号、黄色5号、キノリンイエロー

2008年3月、これを受けて、欧州食品安全庁 (EFSA) は、イギリスでの研究結果は1日あたりの摂取許容量 (ADI) の変更のための基準はできないと報告した。しかし、4月イギリスは再び排除すべきだと勧告を行い、8月には欧州は摂取量の見直しをはじめこれらの合成着色料を含む飲食品に「注意欠陥多動性障害に影響するかもしれない」という警告表示がされることになると報道された。
企業の中には合成着色料不使用によって、食の安全・安心を訴える取り組みが広がっている。セブンイレブンはコンビニエンスストアとして初めて弁当や惣菜類などから合成着色料・保存料を使わない方針を展開している。